# Campodipietra
Campodipietra là một đô thị ở tỉnh Campobasso trong vùng Molise thuộc nước Ý, có vị trí cách khoảng 7 km về phía đông của Campobasso. Tại thời điểm ngày 31 tháng 12 năm 2004, đô thị này có dân số 2.269 người và diện tích là 19,5 km².
Campodipietra giáp các đô thị: Campobasso, Ferrazzano, Gildone, Jelsi, San Giovanni in Galdo, Toro.